# Maxillaria trilobulata
Maxillaria trilobulata là một loài thực vật có hoa trong họ Lan. Loài này được D.E.Benn. & Christenson mô tả khoa học đầu tiên năm 1995.